# 竹村健一の食卓外交
『竹村健一の食卓外交』（たけむらけんいちのしょくたくがいこう）は、1986年10月5日から1987年6月28日までテレビ朝日系列局で放送されていた朝日放送製作のトーク番組である。放送時間は毎週日曜 10:30 - 10:55 （日本標準時）。

## 概要
その名の通り、司会の竹村健一がゲストと料理について語り合っていた。

## 放送局
- 朝日放送（製作局 現・朝日放送テレビ）
- 北海道テレビ
- 東日本放送
- 福島放送
- テレビ朝日
- 新潟テレビ21
- 静岡けんみんテレビ（現・静岡朝日テレビ）
- 名古屋放送（現・名古屋テレビ）
- 瀬戸内海放送
- 広島ホームテレビ
- 九州朝日放送
- 鹿児島放送

| テレビ朝日系列 日曜10:30枠                                                            | テレビ朝日系列 日曜10:30枠                           | テレビ朝日系列 日曜10:30枠                     |
| 前番組                                                                                | 番組名                                               | 次番組                                         |
| ------------------------------------------------------------------------------------- | ---------------------------------------------------- | ---------------------------------------------- |
| 文珍・頭の新体操 （1986年4月 - 1986年9月） ※10:00 - 10:55 【木曜19:30枠へ移動・改題】 | 竹村健一の食卓外交 （1986年10月5日 - 1987年6月28日） | ゆらり海遊記 （1987年7月5日 - 1987年12月27日） |

| スタブアイコン | サブスタブ | この項目は、まだ閲覧者の調べものの参照としては役立たない、テレビ番組に関連した書きかけの項目です。この項目を加筆・訂正などしてくださる協力者を求めています（P:テレビ/PJ:放送または配信の番組）。 |